# 申肯湖 (伊普霍芬)
49°38′26.59″N 10°20′31.06″E / 49.6407194°N 10.3419611°E

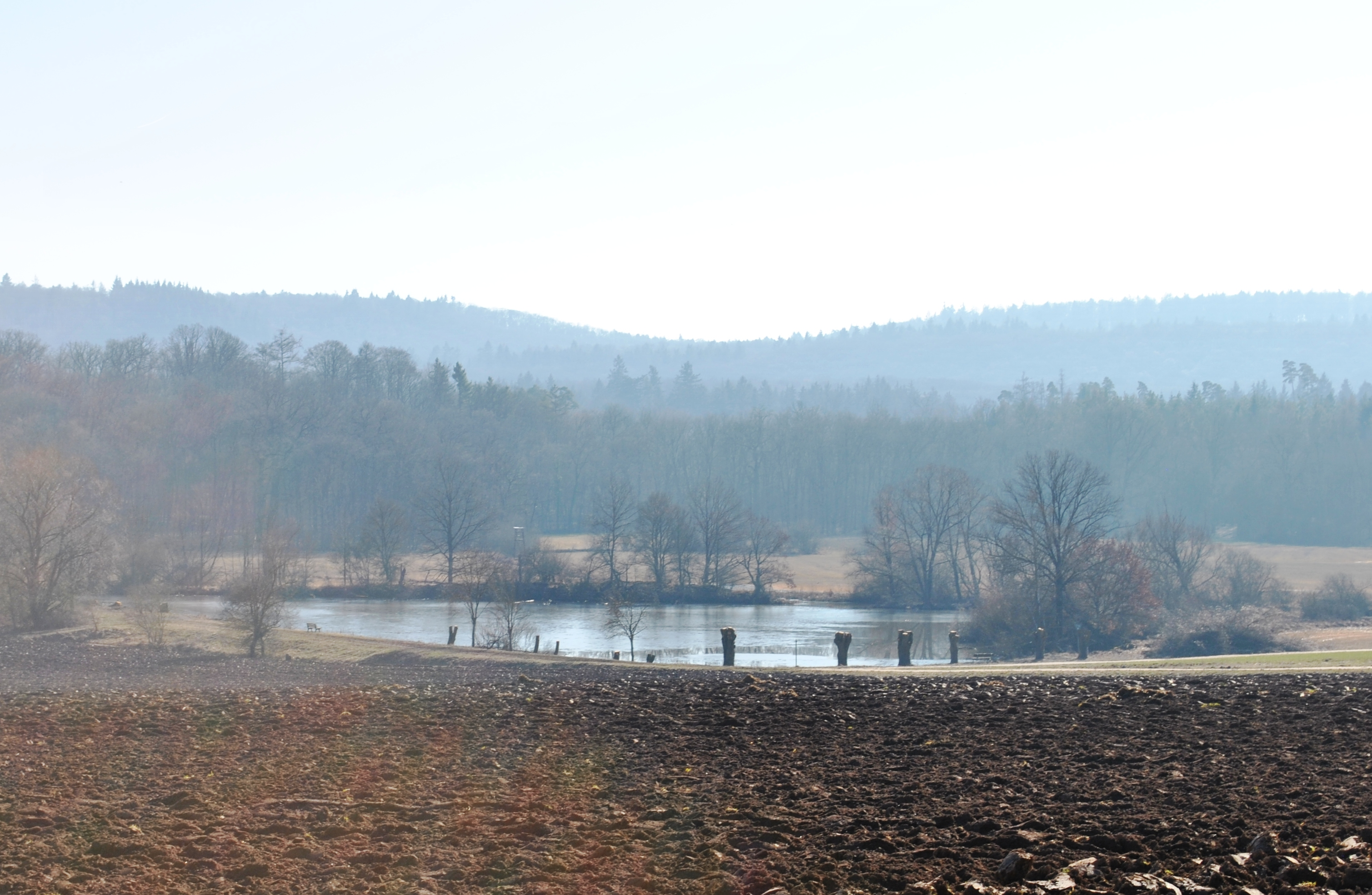

申肯湖（德語：Schenkensee），是德國的湖泊，位於該國東南部，由巴伐利亞州負責管轄，處於伊普霍芬，寬0.16公里，面積0.01平方公里，海拔高度425米，湖岸線長度0.4公里。